# ليبراسيون
ليبراسيون (بالفرنسية: Libération)‏ (و معروفة ب ليبي) جريدة فرنسية يومية نشأت في باريس عام 1973 على يد جان بول سارتر وبيير فيكتور (تحت اسم بيني ليفي) وسيرجي جولي مواكبة لإحتجاجات مايو 1968. هي تعتبر جريدة يسارية إلا أنها تعبر عن وسط اليسار.
دخل إدوارد دي روتشيلد في رأسمالها إلى حدود 37% عام 2005.

## إثارة الجدل
في مارس 2024، أثارت الصحيفة الجدل بعد نشرها رسمًا ساخرًا من الإسلام والفلسطينيين في قطاع غزة وهم يواجهون المجاعة بعنوان "رمضان في غزة".